# ستيفاني برتو
ستيفاني برتو (من مواليد 13 مارس 1953 في فانكوفر) هي رياضية متقاعدة في سباقات المضمار والميدان، والتي مثلت كندا في دورة الألعاب الاولمبية الصيفية 1968 في سباق 100 متر والتتابع 4 × 100 متر، في حين أصبحت أصغر عضو في الفريق الأولمبي في سن 15. فازت بيرتو بسباق سباق 100 متر 200 متر في بطولة الكندية للتنس والميدان في عام 1971. فازت أيضا كلا من تلك الأحداث في بطولة WAAA في نفس العام.

## روابط خارجية
- ستيفاني برتو على موقع الاتحاد الدولي لألعاب القوى (الإنجليزية)
- ستيفاني برتو على موقع اللجنة الأولمبية الدولية (الإنجليزية)
- ستيفاني برتو على موقع أوليمبيديا (الإنجليزية)
- ستيفاني برتو على موقع اللجنة الأولمبية الكندية (الإنجليزية)
- ستيفاني برتو على موقع اتحاد ألعاب الكومنولث (مؤرشف) (الإنجليزية)